# 麴光
麴光，麴嘉之子，為古高昌國的君主，屬麴氏高昌之列，他於525年至530年在位。年号有甘露。
北朝各史之《高昌傳》，皆不載此人，何年即位不明，《魏書·孝莊帝紀》及《北史·魏本紀五》並云永安元年（528年）「六月癸卯，以高昌王世子光為平西將軍、瓜州刺史，襲爵泰臨縣伯、高昌王」，知即位最早年代在528年。